# Katelijnepoortbrug (Brugge)
De Katelijnepoortbrug is een draaibrug in de Belgische stad Brugge. Ze ligt ter hoogte van de voormalige Katelijnepoort, tussen het stadscentrum en de deelgemeente Assebroek, en overspant de Ringvaart. De Katelijnepoortbrug is onderdeel van de N50 en verbindt de Katelijnestraat met de Baron Ruzettelaan.
Augustijnenbrug · brug A. J. Witteryckstraat · Bargebrug (IJsputbrug) · Begijnhofbrug (Wijngaardbrug) · Blinde-Ezelbrug · Boeveriepoortbrug · Bonifaciusbrug · Boudewijnbrug · Boudewijnsluisbrug · Buiten-Kruisvestbrug · Canadabrug · Carmersbrug · Colettijnebrug · Conzettbrug · Coupurebrug (Scharebrug) · Dambrug · Dampoortbruggen · brug Dampoortstraat & fietsbrug Dampoortstraat · Dudzelebrug · Dudzele Spoorbrug · Duinenbrug · Ezelbrug · Ezelpoortbrug · Fonteinbrug · Gentpoortbrug · Gouden-Handbrug · Groeningebrug · Gruuthusebrug · Gulden-Vliesbrug · Herdersbrug · Houtkaaibrug · Johannes Nepomucenusbrug · Jonckheerefietsbrug · Kapucijnenbrug · Karel van Manderbrug · Katelijnebrug · Katelijnepoortbrug · Ketsbruggebrug · Kleine Boudewijnbrug · Koningsbrug · Krakelebrug · Kruispoortbruggen · Leeuwbrug · Leonardsstuwbrug · Mariabrug · Meebrug · Minnewaterbrug · Minnewaterparkbrug · Molenbrug · Brug van Mylle · brug Odegemstraat · Oostmeersbrug · brug Oude Kortrijkstraat · Passantenfietsbrug · Peerdenbrug · Pharebrug · Pierre Vandammebrug 1 · Pierre Vandammebrug 2 · Pierre Vandammebrug 3 · Pierre Vandammebrug 4 · Predikherenbrug · Roskambrug · Sashuisbrug · Scheepsdalebrug · Sint-Annabrug · Sleutelbrug · Smedenpoortbrug · Snaggaardbrug · Steenbruggebrug · Straussbrug · Strobrug · Torenbrug · voetgangers- en fietsbrug Vaartdijkstraat-Lappersfortstraat · Van Bellenbrug · Visartbrug · Vlamingbrug · Waggelwaterbrug · Waggelwaterspoorbrug (nieuwe) · Waggelwaterspoorbrug (oude) · Walbrug · Warandebrug · Westmeersbrug · Wijngaardpleinbrug · Wulpenbrug · Zwankendammebrug